# Amagi (tàu sân bay Nhật)
Amagi (tiếng Nhật 天城: Thiên Thành) là một tàu sân bay hạm đội của Hải quân Đế quốc Nhật Bản phục vụ trong Thế Chiến II. Là chiếc tàu sân bay thứ hai trong lớp Unryū, chiếc Amagi được thiết kế nhẹ dựa trên lớp Hiryū. Nó chở được khoảng 65 máy bay và cũng trang bị 12 khẩu pháo 127 mm (5 inch) mục đích kép. Với lượng rẽ nước 22.400 tấn, nó có khả năng đạt được vận tốc 32 knot (59 km/h). 
Amagi được chế tạo bởi Mitsubishi tại Nagasaki. Được đặt lườn vào ngày 1 tháng 10 năm 1942, nó được hạ thủy ngày 15 tháng 10 năm 1943 và đưa vào hoạt động ngày 10 tháng 8 năm 1944. Lực lượng không quân của nó bao gồm 23 chiếc máy bay tiêm kích Mitsubishi A6M "Zero", 21 chiếc máy bay ném bom bổ nhào Aichi D3A "Val" và 21 chiếc máy bay phóng ngư lôi Nakajima B6N "Jill".
Chiếc Amagi, được đặt tên theo núi Amagi, được đưa ra phục vụ vào năm 1944, nhưng chưa bao giờ được bố trí vai trò nào khác hơn là các hoạt động phòng không tại Kure, và sau đó bị đánh lật úp và chìm tại Căn cứ Hải quân Kure ngày 27 tháng 7 năm 1945. Nó được vớt lên vào năm 1946 và bị tháo dỡ vào năm tiếp theo.

## Danh sách thuyền trưởng
- Kamenosuke Yamamori (Sĩ quân trang bị trưởng): 27 tháng 6 năm 1944 - 10 tháng 8 năm 1944
- Kamenosuke Yamamori: 10 tháng 8 năm 1944 - 23 tháng 10 năm 1944 (Thăng lên Chuẩn Đô đốc ngày 15 tháng 10 năm 1944.)
- Toshio Miyazaki: 23 tháng 10 năm 1944 - 20 tháng 4 năm 1945
- Shiro Hiratsuka: 20 tháng 4 năm 1945 - 28 tháng 7 năm 1945